# Ознака за ножни прст
Ознака за ножни прст је стандардизовани образац од комад картона са канапом за причвршћивање који се може окачити на ножне прсте (обично велики прст) тела покојника, након што се на њој унесе име покојника и другим информацијама исписаним на њој. 

## Историја
Постоје докази да су се у старом Египту користиле ознаке за прсте како би се правилно идентификовали њихови мртви. Такође постоје докази да су ознаке за ножни прст коришћене током бубонске куге, једне од најстрашнијих пандемија у људској историји. Процењује се да је изазвала смрт око 75 до 200 милиона људи а у Евроазији. Својвој врхунац у Европи имала је између 1347. до 1351. године . Велики број смртних случајева током овог периода указала је на важност важност правилне идентификације мртвих како бисе правилно поступило са сваким телом преминуле особе.
Једноставан проналазак ознаке за прсте постоји већ годинама, али и данас показује своју вредност. Било је неколико измена и модификација ту и тамо, али, углавном, овај проналазак је остао константан током своје употребе. 
На многим местима у свету, картонске ознаке за прсте се више не користе из хигијенских разлога, већ су замењене тракама за зглоб и/или глежањ (у виду силиконске наруквице) које служе истој сврси и могу се дезинфиковати за разлику од картонских ознака. Оне на себи носе исту врсту информација као и картонске ознале, али заа разлику од картонских ознака за ножни прст силиконску наруквицу пацијент добија одмах по доласку у болницу и носи је до отпуста из болнице, или након смрти са њом се сахрањује.
Можда би било интересантно видети шта будућност носи ознакама за ножни прст.

## Намена
Користи се у сврху идентификације, јер омогућава запосленима у мртвачници, мртвозорнику, органима за спровођење закона и другима који су укључени у процес смрти да исправно идентификују леш.